# Piotr Edward Dańkowski
Piotr Edward Dańkowski (Jordanów, 21 de junio de 1908-Auschwitz, 3 de abril de 1942), fue un sacerdote y mártir polaco, venerado como beato por la Iglesia católica, es uno de los Ciento ocho mártires de Polonia durante la Segunda Guerra Mundial beatificados por el Papa Juan Pablo II. Es el santo patrón de los clérigos y sacerdotes de la Arquidiócesis de Cracovia.

## Biografía
Su padre trabajaba como zapatero y se crio en una granja. Se graduó en el gymnasium de Nowy Targ y en 1926 ingresó en el Seminario Mayor de la Arquidiócesis de Cracovia. Estudió teología en la Universidad Jaguelónica. Fue ordenado sacerdote el 1 de febrero de 1931 en la Iglesia de Santa Ana.
Dańkowski trabajó como sacerdote en varias parroquias polacas en la década de 1930. En Zakopane, fue instructor religioso en el gymnasium y la escuela secundaria, además de confesor de las hermanas Albertinas Siervas de los Pobres y estuvo involucrado en trabajo social.
Durante la Segunda Guerra Mundial, participó activamente en la ZWZ de la Resistencia polaca bajo el seudónimo de "Jordan". Junto con su hermano Stanisław, tradujo la radio aliada y ayudó a editar los folletos de ZWZ. Fue arrestado el 10 de mayo de 1941 y sometido a interrogatorio en la sede de la Gestapo en Zakopane. Estuvo recluido en una prisión de Tarnów y en diciembre de 1941 fue trasladado al campo de concentración de Auschwitz. Se le asignó el campo número 24529 y fue trasladado al subcampo de Auschwitz III para trabajar en la construcción inicial de la fábrica de Buna Werke del complejo IG Farben en el campo.
Murió enfermo y exhausto luego de ser golpeado por un Kapo con un tronco amarrado a sus hombros el 3 de abril de 1942, Viernes Santo, sus últimas palabras a un amigo fueron "¡Nos vemos en el Reino de Dios!" ↵Su cuerpo fue destruido en el crematorio.
Fue beatificado junto con otros Ciento ocho mártires de Polonia durante la Segunda Guerra Mundial el 13 de junio de 1999 por el Papa Juan Pablo II.